# نيلز تورفالدس
نيلز تورفالدس (بالفنلندية: Nils Torvalds)‏ (و. 1945 – م) هو سياسي، وصحفي من فنلندا. تولى منصب عضو البرلمان الأوروبي.
وهو عضو في حزب الشعب السويدي، ورابطة الشعب الفنلندي الديمقراطية.

## مناصب وهيئات
أدار Yle Fem (منذ 1982).

## روابط خارجية
- نيلز تورفالدس على موقع IMDb (الإنجليزية)